# La freccia azzurra
Săgeata albastră (titlu original în italiană La freccia azzurra, denumirea variantei în engleză: How the Toys Saved Christmas - Cum au salvat jucăriile Crăciunul) este un film de Crăciun de animație italian din 1996 regizat de Enzo D'Alò.

## Prezentare
Când Befana, ajutorul lui Moș Crăciun, se îmbolnăvește în Ajunul Crăciunului, ea îl recrutează pe Scarafoni pentru a o ajuta cu distribuirea către copii a tuturor jucăriilor. În afară de jucării, nimeni nu știe că Scarafoni intenționează să scoată la licitație jucăriile pentru cel care oferă mai mulți bani, ceea ce înseamnă că jucăriile nu vor mai ajunge la copiii care au fost cuminți tot anul și care le merită. Jucăriile decid să se ducă singure la copii și urmează o luptă pentru a-l evita pe nemilosul Scarafoni și pentru a găsi drumul spre locuințele celor cuminți. Între timp, un băiat pe nume Francesco încearcă să găsească adevăratul său cadou de Crăciun - un prieten special. În cele din urmă, jucăriile ajung unde trebuie, dar Scarafoni deține încă banii. Cu toate acestea, toată lumea se grăbește la magazinul de jucării unde dau peste Scarafoni, îi iau banii și-l trimit la închisoare. Francesco își primește adevăratul său prieten - un nou cățeluș.

## Versiune americană
În 1997, filmul a fost importat în Statele Unite și a fost lansat direct-pe-video de către Buena Vista Home Video sub titlul „How the Toys Saved Christmas” (deși inițial, la avanpremieră, va fi intitulat „The Toys Who Saved Christmas”). Maria Tyler Moore a dublat vocea Befanei care a fost redenumită ca "Bunica Rose", Tony Randall a dublat vocea lui Scarafoni (în italiană "scarafaggio" înseamnă gândac) care a fost redenumit ca "domnul Grimm", iar Michael Caloz a dublat vocea lui Francesco care a fost redenumit "Christopher Winter". Filmul american a avut unele scene șterse sau plasate între alte scene și, de asemenea, câteva partituri muzicale au fost scoase și a fost adăugată muzică nouă.
În versiunea originală, povestea are loc în Ajunul Bobotezei, deoarece în folclorul italian Befana este o vrăjitoare bună care dă cadouri și dulciuri copiilor în timpul nopții dintre 5 și 6 ianuarie.

## Distribuție
- Lella Costa: Befana (Boboteaza )
- Dario Fo: Scarafoni
- Vittorio Amandola: Capitanul Mezzabarba
- Pino Ammendola: Creionul albastru și creionul verde
- Vittorio Battarra: Șeful gării
- Monica Bertolotti: Spicciola
- Fabio Boccanera: Lesto
- Rodolfo Bianchi: General
- Marco Bolognesi: Don Juan
- Rino Bolognesi: Stilou argintiu
- Giorgio Borghetti: Arturo
- Marco Bresciani: Pilot
- George Castiglia: Aristide
- Daniela Cavallini: Silvana
- Roberto Certomà: Soț sărac
- Laura Cosenza: Soția soțului sărac
- Alessio De Filippis: Filippo Maria
- Stefano De Filippis: Franco
- Oliviero Dinelli: Șef de tren
- Pino Ferrara: Șeful poliției
- Luigi Ferraro: Soldat
- Christian Iansante: Mașinist
- Michele Kalamera: Statua
- Ilaria Latini: Carlotta și Barbara
- Sergio Luzi: Creionul negru și creionul roșu
- Neri Marcorè: Creionul galben, actor și tatăl copiilor bogați
- Alida Milana: Francesco
- Roberto Pedicini: Scarpa
- Davide Perino: Carlo Alberto
- Elena Perino: Marina
- Francesco Pezzulli: Roberto și vizitiul
- Carlo Reali: Magician
- Nello Riviè: Romualdo
- Renzo Stacchi: Naratore, Simone și polițist
- Roberto Stocchi: Ursul galben
- Gaetano Varcasia: Șoarece, creionul alb și creionul maro

## Lansare DVD
Buena Vista Home Video a lansat filmul dublat în limba engleză pe DVD în 2003. Miramax Films a re-lansat filmul pe DVD în 2011.

## Premii
Filmul a câștigat Nastro d'argento și Premiul David di Donatello pentru cea mai buna muzică din 1997 pentru coloana sonoră realizată de Paolo Conte.

## Legături externe
- La freccia azzurra la Internet Movie Database
- La freccia azzurra la CineMagia
- La freccia azzurra Arhivat în 3 noiembrie 2014, la Wayback Machine. la CinemaRx